# Kantalan
Kantalan ou Kantalang est un village de la commune de Ngaoundéré Ier situé dans le département de la Vina dans la région de l'Adamaoua au Cameroun.

## Population
Lors du recensement de 2005, 723 personnes y ont été dénombrées dont 353 de sexe masculin et 370 de sexe féminin.